# Muñoz-Gamero-Halbinsel
Die Muñoz-Gamero-Halbinsel (spanisch Península Muñoz Gamero) ist eine große Halbinsel im Süden Chiles. Sie gehört zur Región de Magallanes y de la Antártica Chilena (Región XII), wobei der nördliche Teil in die Provinz Última Esperanza und der südliche Teil in die Provinz Magallanes fällt. Benannt ist die Halbinsel nach Benjamín Muñoz Gamero (1817–1851), einem chilenischen Militär und Politiker.

## Geographie
Die Muñoz-Gamero-Halbinsel ist im Osten über einen nur rund 4 km breiten Isthmus (bei 52° 30′ 21″ S, 72° 35′ 7″ W) mit dem Südwesten des patagonischen Festlandes verbunden. Im Südwesten grenzt sie an die Magellan-Straße, im Westen an den Smyth-Kanal und südöstlich von ihr liegt die Insel Riesco, von der sie nur durch eine sehr schmale Meerenge getrennt ist. Bis 1904 galt Riesco gar noch als ein Teil der Halbinsel. Die Halbinsel selbst ist stark durch Fjorde und Buchten zerfurcht und wiederum in zahlreiche Halbinseln aufgeteilt. Markanteste Erhebung ist der 1758 m hohe Schichtvulkan Monte Burney im Norden der Halbinsel. Im Süden liegt das 200 km² große Gletscherfeld Gran Campo Nevado und im Zentrum der Halbinsel befindet sich ein erst 1945 entdeckter See.